# Déjeuner au bord de la rivière
Déjeuner au bord de la rivière – ou Déjeuner chez Fournaise – est un tableau réalisé par le peintre français Auguste Renoir en 1875. Cette huile sur toile est une scène de genre qui représente deux hommes et une femme attablés pour le déjeuner chez Fournaise, un restaurant de Chatou, derrière eux se trouvant, par-delà un treillage, plusieurs embacartions sur la Seine. Présentée lors de la deuxième exposition des impressionnistes en 1876 à Paris, l'œuvre est acquise auprès de l'artiste par Paul Durand-Ruel en 1881. Reçue en don en 1922, elle est conservée depuis lors à l'Art Institute of Chicago, à Chicago, dans l'Illinois, aux États-Unis.